# ルカ・カンビアーゾ
ルカ・カンビアーゾ（Luca Cambiaso、姓は Cambiasi または Cangiagioとも、1527年10月18日 – 1585年9月6日）はイタリアの画家。バロック期におけるジェノヴァ派の画家の一人である。

## 略歴
現在のイタリア、ジェノヴァ県のモネーリアで生まれた。父親のジョヴァンニ・カンビアーゾ（Giovanni Cambiaso: 1495-1579）は画家で父親から絵を学び、15歳の時には父親とジェノヴァの邸宅の装飾画を描き、1640年代には父親とジェノヴァのパラッツォ・ドリア（Palazzo Doria）の壁画を描いた。
建築家、画家のジョヴァンニ・バッティスタ・カステッロ（1526年-1569年）と親しくなり、協力して働くようになり、多くのジェノヴァの邸宅や教会の装飾画などを描いた。
1583年にスペイン王フェリペ2世に招かれて、マドリードに移り、ジョヴァンニ・バッティスタ・カステッロも関与したエル・エスコリアル修道院の建設に関わり、壁画を完成させた。エル・エスコリアル修道院で働くうちに1585年に亡くなった。
面の陰影を意識して描かれたカンビアーゾの素描が評価されていてキュビスムの先例として論じられることもある。。
息子のオラツィオ・カンビアーゾ（Orazio Cambiaso）も画家になり、ジェノヴァの画家でカンビアーゾの影響を受けた画家には、Giovanni Andrea Ansaldo、Simone Barabino、Giulio Benso 、Battista Castello、Bernardo Castello、Giovanni Battista Paggi、Francesco Spezzini、Lazzaro Tavaroneといった画家がいる。

## 作品

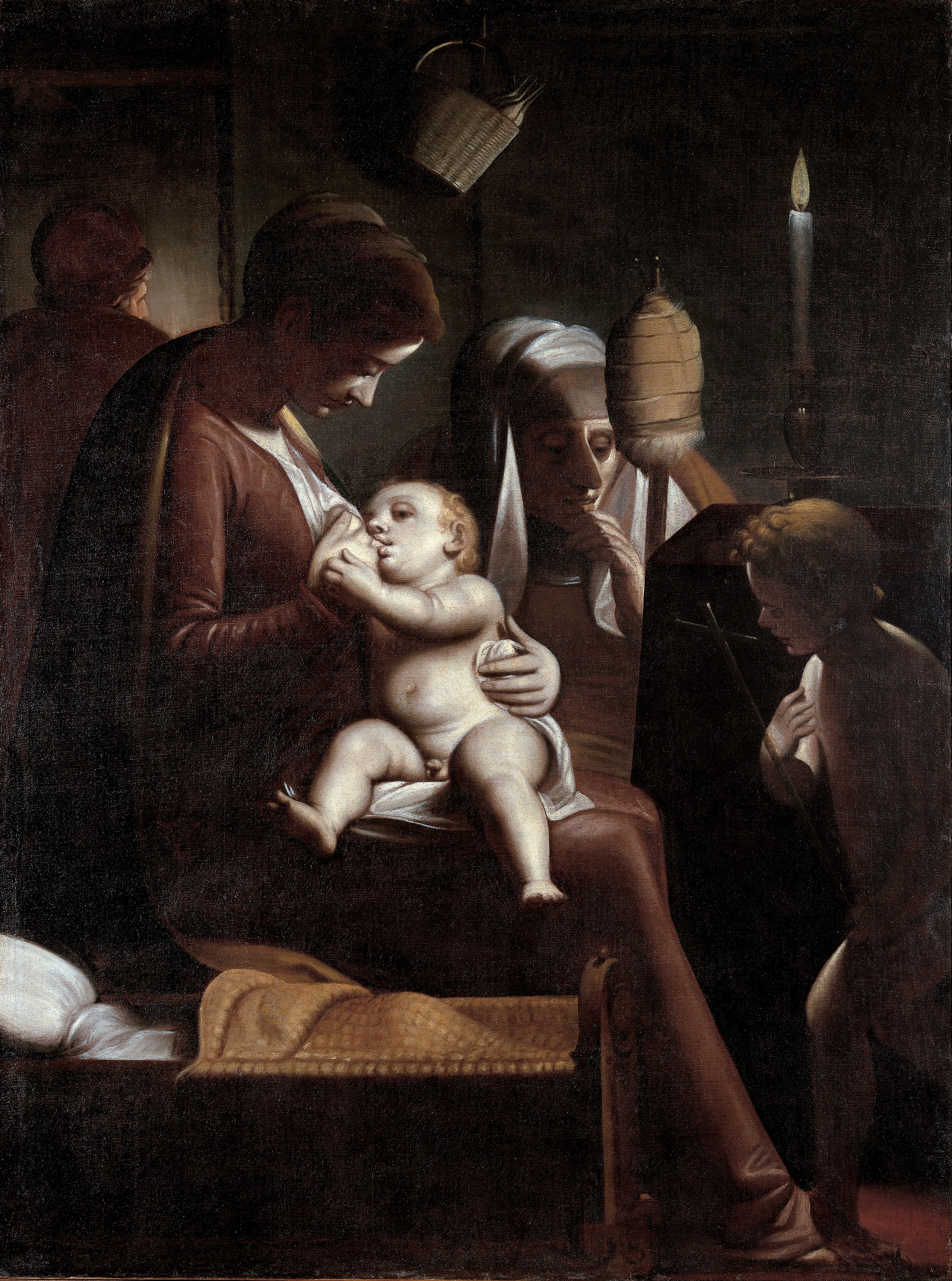
『蝋燭（ろうそく）の聖母』(1570/1575) Musei di Strada Nuova 蔵
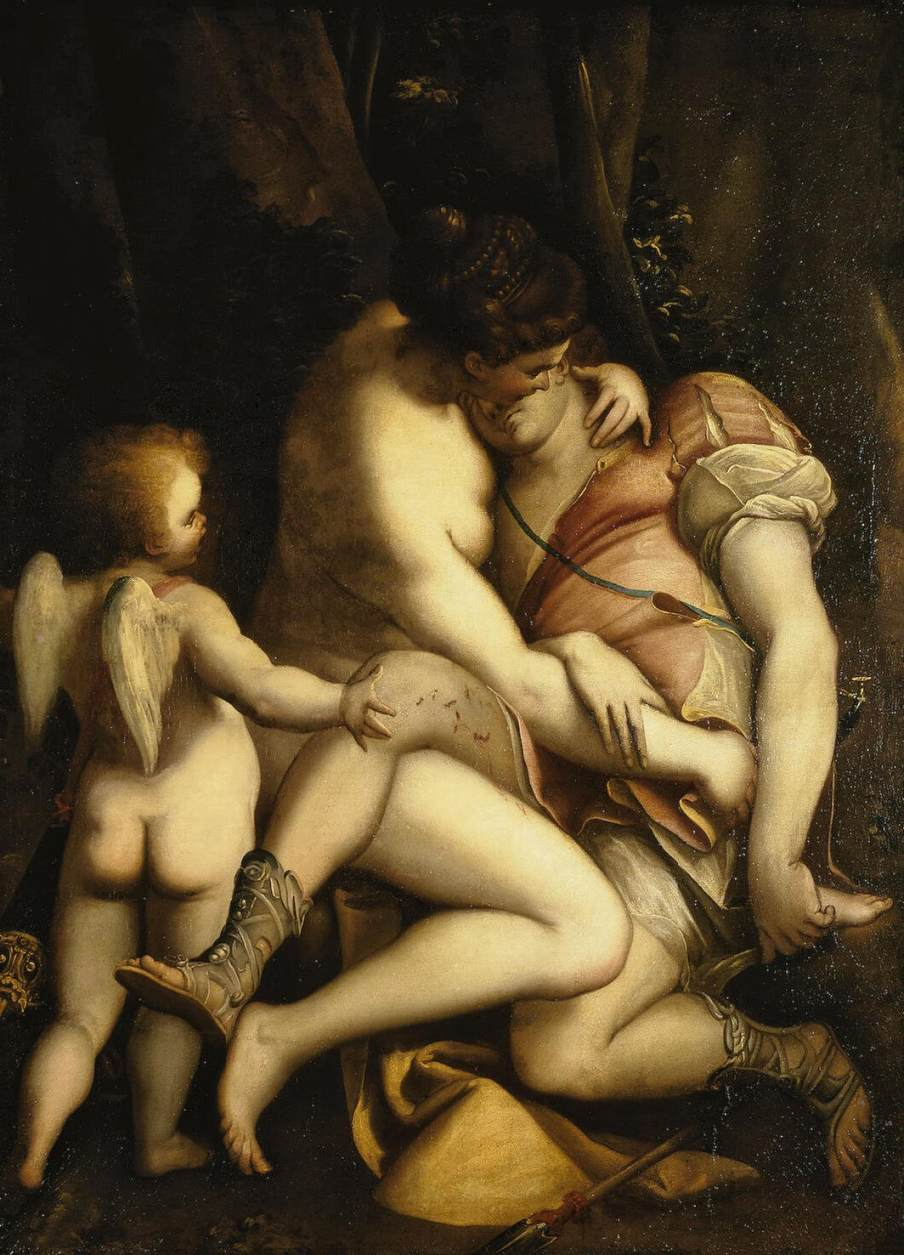
ヴィーナスとアドニス エルミタージュ美術館蔵
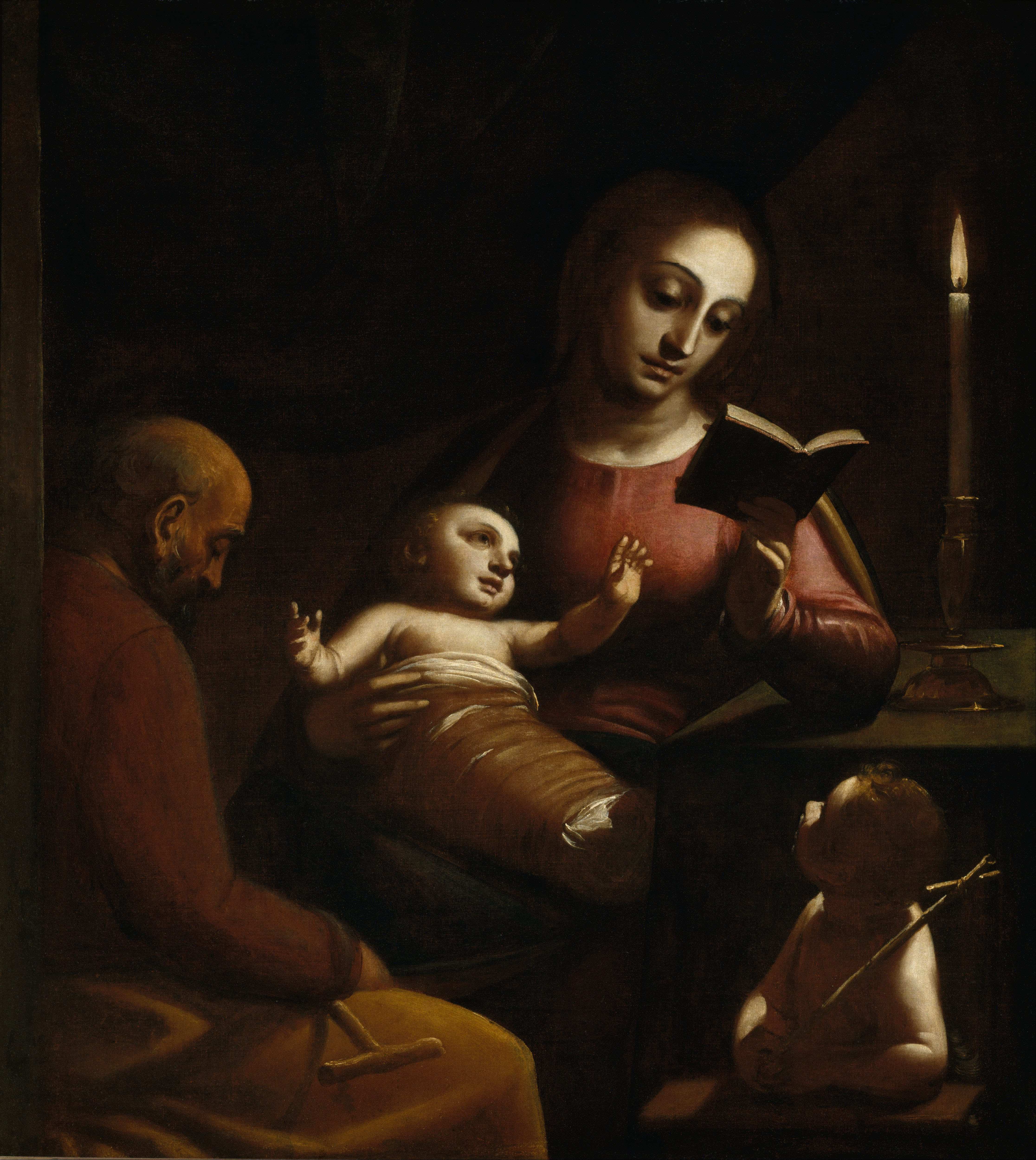
聖母子 ニュー・サウス・ウェールズ州立美術館蔵
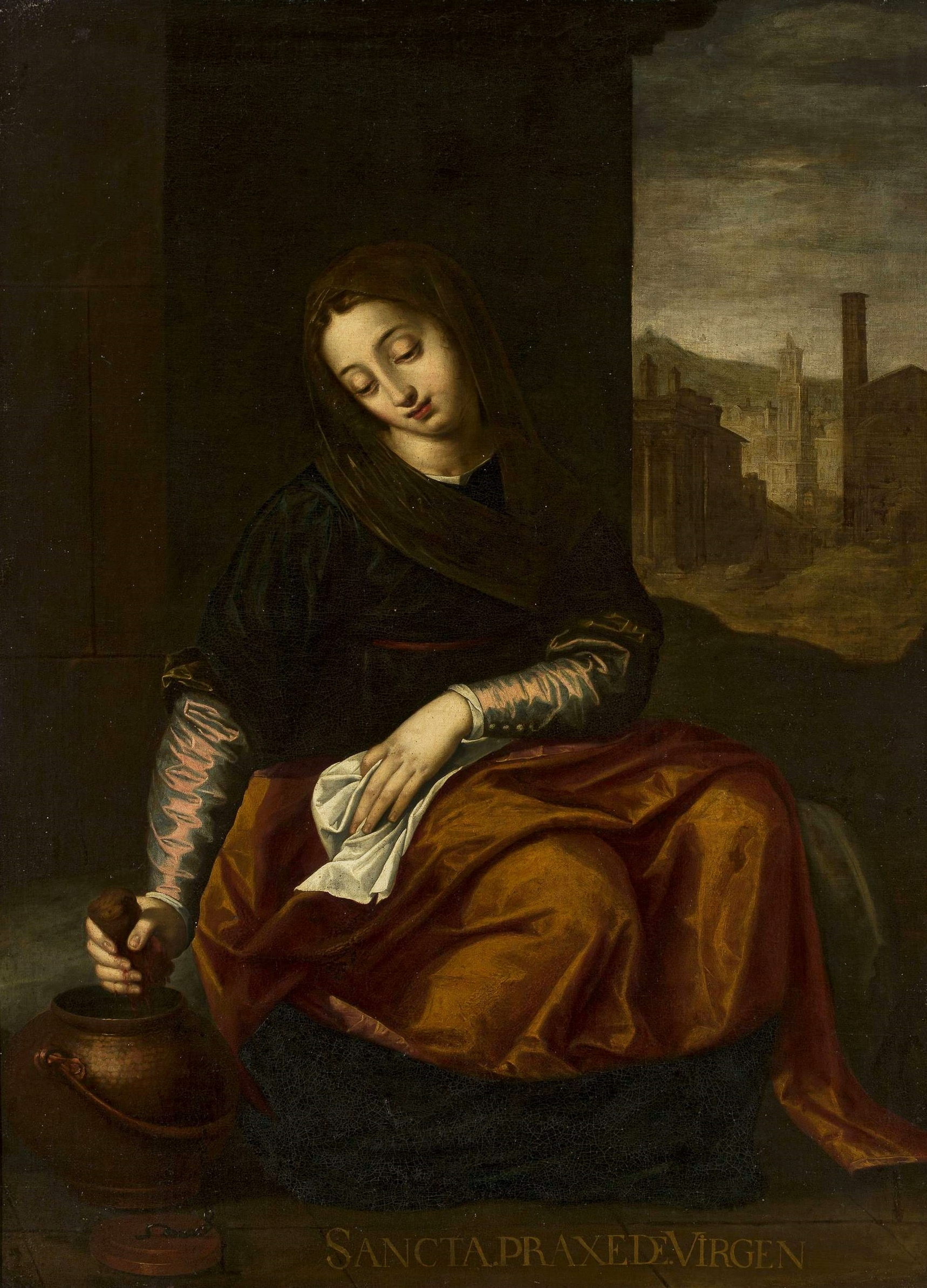
聖プラクセディス
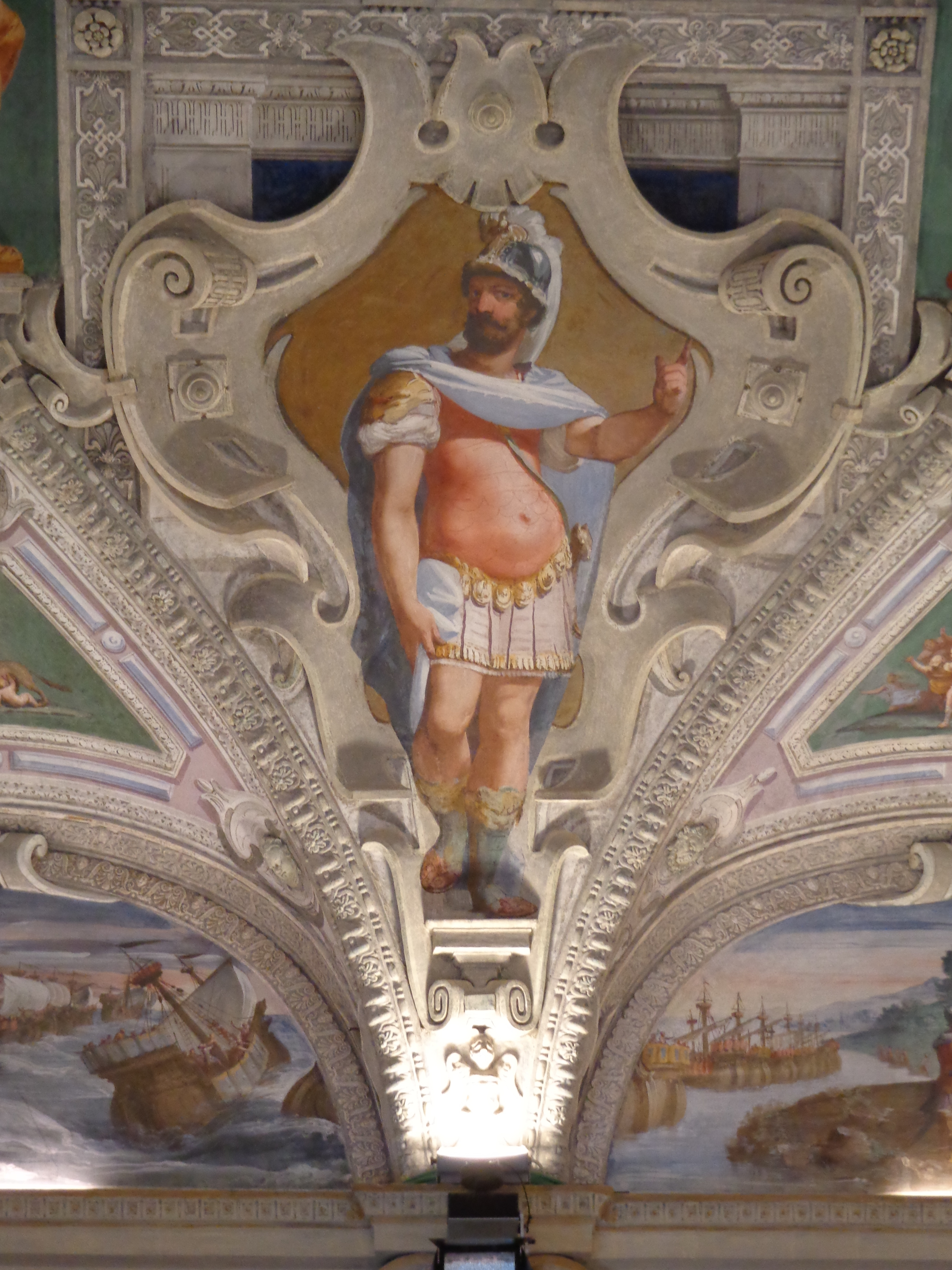
Palazzo Gerolamo Grimaldi 壁画
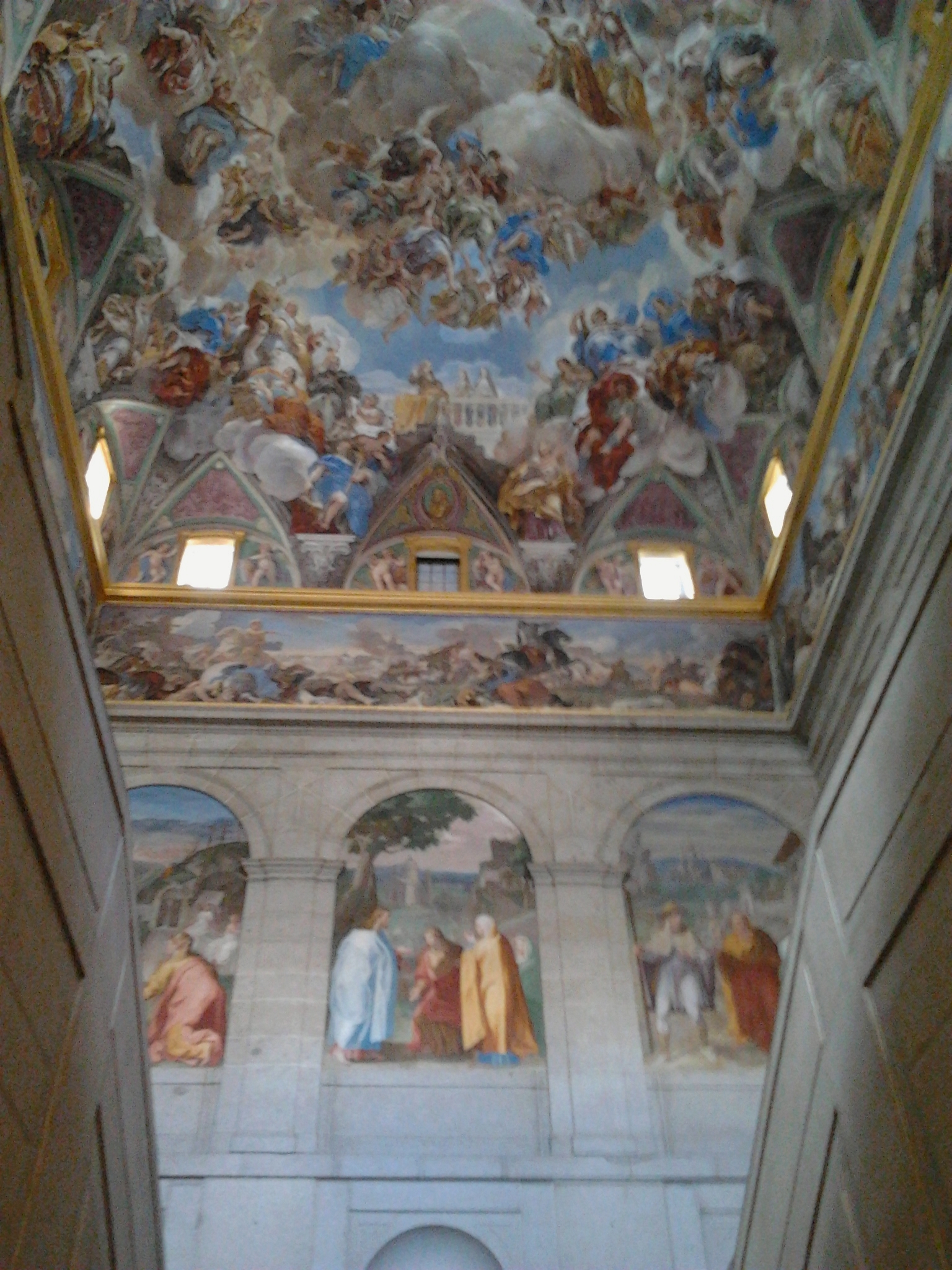
エル・エスコリアル修道院壁画
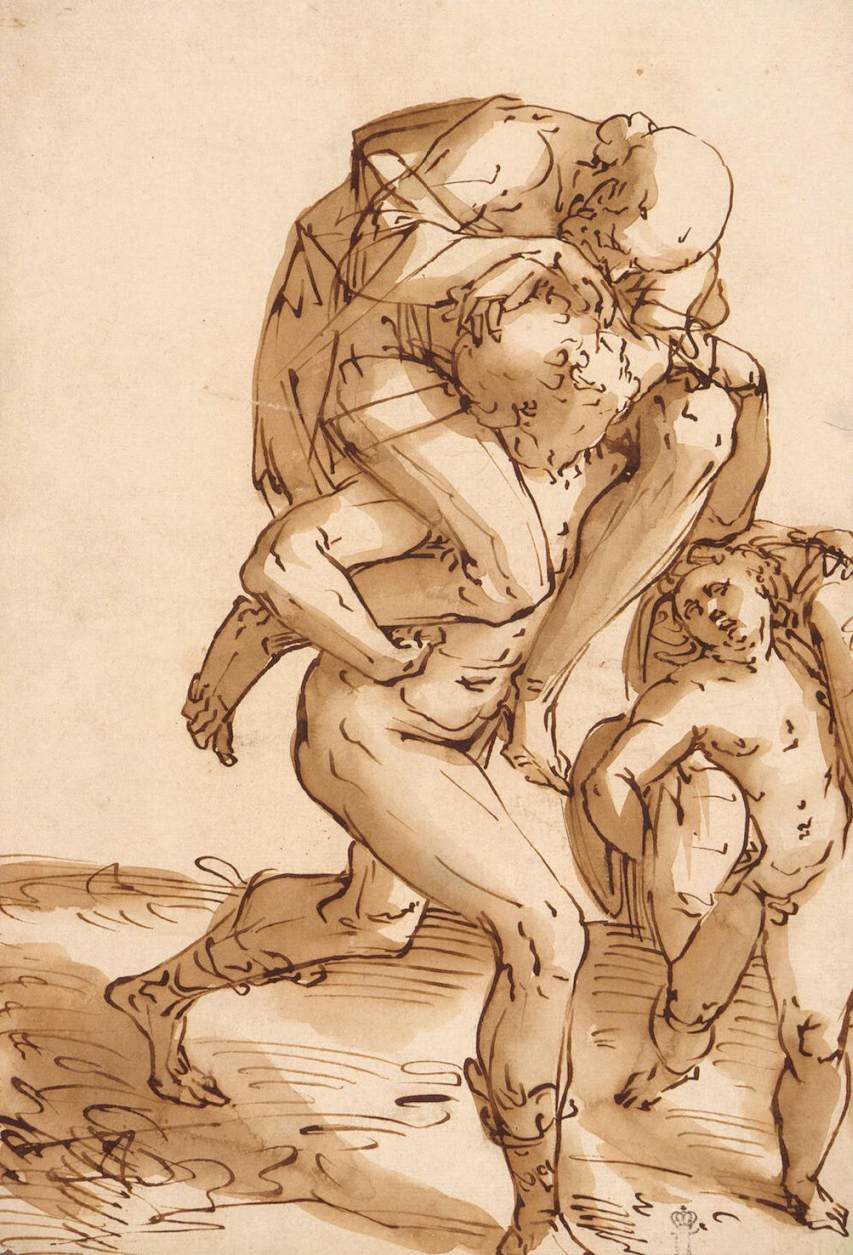
素描
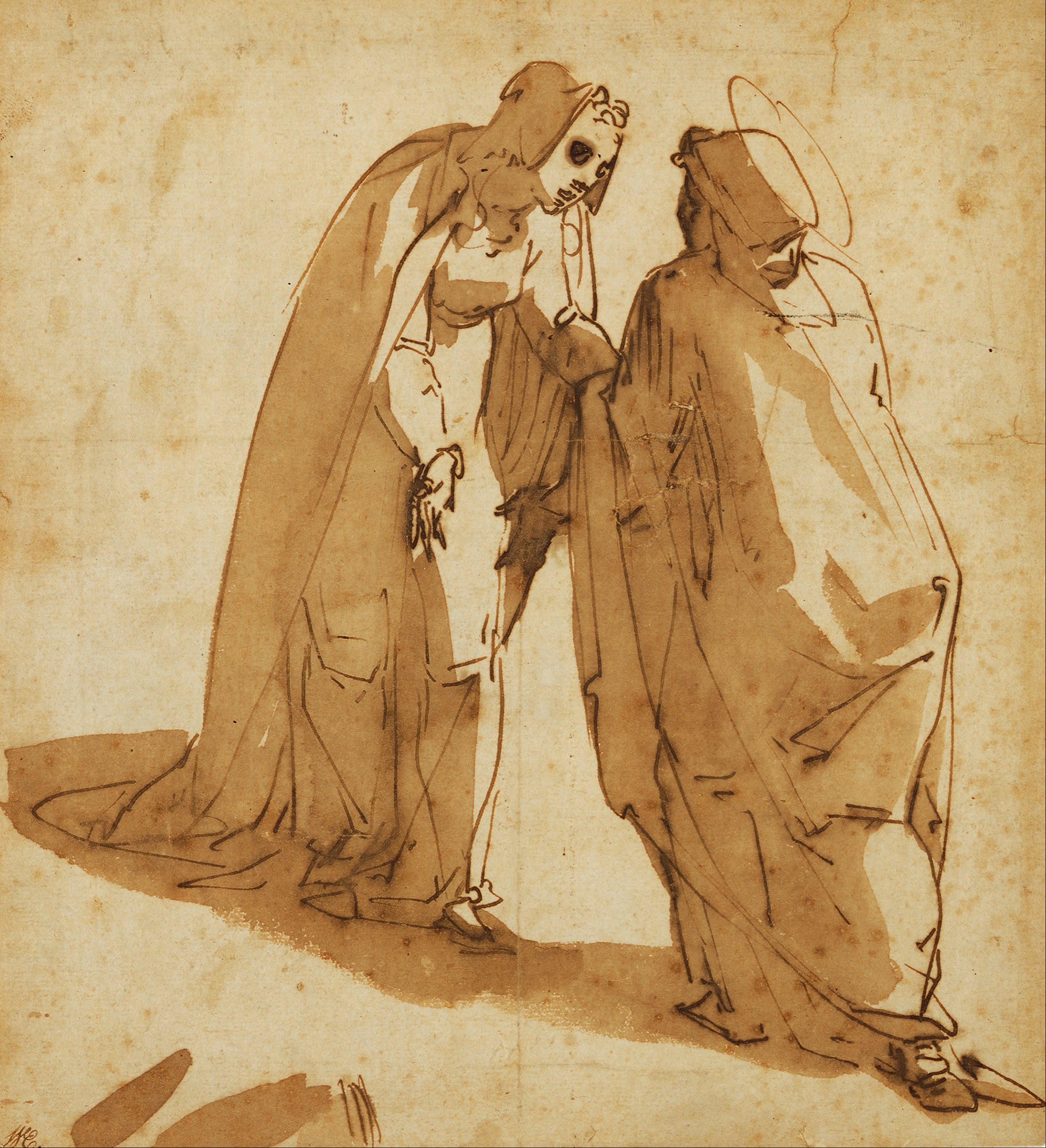
素描